# Lysegöl (Virserums socken, Småland, 635027-149107)
Lysegöl är en sjö i Hultsfreds kommun i Småland och ingår i Emåns huvudavrinningsområde.